# 샌디 웩슬러
《샌디 웩슬러》(영어: Sandy Wexler)는 미국에서 제작된 스티븐 브릴 감독의 2017년 코미디 영화이다. 애덤 샌들러 등이 출연하였고, 앨런 코버트 등이 제작에 참여하였다.

## 출연
- 애덤 샌들러
- 제니퍼 허드슨
- 케빈 제임스
- 테리 크루스
- 섀드 개스퍼드
- 롭 슈나이더
- 콜린 퀸
- 닉 스워드슨
- 러몬 모리스
- 에런 네빌
- 제인 시모어
- 샌디 워닉
- 웨인 페더먼
- 재키 샌들러
- 루이스 구스만
- 롭 라이너
- 크리스 엘리엇
- 마일로 벤티밀리아
- 에우헤니오 데르베스
- 앨런 코버트
- 조너선 로크런
- 케이트 미쿠치
- 재러드 샌들러
- 세이디 샌들러
- 서니 샌들러

카메오 출연: 클레이 에이킨, 주얼, 제이슨 프리스틀리, 아시니오 홀, 퀸시 존스 저드 애퍼타우, 저닌 거로펄로, 폴리 쇼어, 케빈 닐런, 론 마이클스, 데이나 카비, 크리스 록, 데이비드 스페이드, 조지 웬트, 펜 질렛, 헨리 윙클러, 토니 올랜도, 브라이언 맥나이트, 바닐라 아이스, 지미 키멀, 코넌 오브라이언, 루이 앤더슨, "위어드 앨" 얭커빅, 케네스 "베이비페이스" 에드먼즈, 메이스, 제이 레노, 리사 로브, 존 러비츠, 마이크 저지(비비스 & 벗헤드), 솔로파 파투, 데이비드 오텅가

## 기타 제작진
- 총괄 제작: 베리 버나디
- 공동 제작: 케빈 그레이디, 폴 세이도
- 미술: 페리 앤덜린 블레이크
- 의상: 킴벌리 A. 틸먼